# 袁木
袁 木（えん ぼく、1927年12月  - 2018年12月13日）は、８８年、国営新華社通信の記者などを経て、中華人民共和国の国務院（政府）の報道官に就任。江蘇省出身。

## 天安門事件
六四天安門事件では政府代表として学生らと対話を行ったが、学生らの反発を招く結果に終わった。その後、６月４日の天安門事件後も記者会見などで政府の見解を代弁し、「天安門広場で１人も死んでいない。装甲車などにひかれてけがをした者もいない」などと主張し、国際社会の不信感を高めることになったとされる